# Nils Backer-Grøndahl
Nils Backer-Grøndahl (Christiania, 11 oktober 1877 - 1975) was een Noors chirurg en ziekenhuisbestuurder. Hij was tevens bestuurslid van de Noorse Toeristenvereniging.
Nils werd geboren binnen het componistengezin van Agathe Backer-Grøndahl en Olaus Andreas Grøndahl. Hij is vernoemd naar de vader van Agathe Backer-Grøndahl. Hij is de broer van componist/pianist Fridtjof Backer-Grøndahl. Hij huwde in 1909 met Anine Ekmann. Een van hun kinderen stierf in 1916 terwijl ze 1 jaar was.
Hij studeerde medicijnen aan de Universiteit van Bergen van 1902 tot 1906. Hij studeerde verder in Duitsland (Heidelberg), Engeland Verenigde Staten en Nederland. Hij was van 1927 tot 1948 als chirurg en directeur betrokken bij het academisch ziekenhuis Haukeland in Bergen. Hij was in die hoedanigheid ook betrokken bij de bouw van dat ziekenhuis, dat keer op keer werd uitgesteld. De depressie van de jaren 30 en de Tweede Wereldoorlog waren daar mede debet aan. Tevens was hij betrokken bij die Bergense universiteit en gaf daar ook colleges. Hij verkreeg in 1958 een eredoctoraat.
In 1916 gaf hij een boekje getiteld Narkose og pleie av operasjonspasienter (Nederlands: Anesthesie en verzorging van ziekenhuispatiënten) uit. In 1919 gevolgd door Narkosedødsfald.